# Callenberger Forst-West
Callenberger Forst-West är ett kommunfritt område i Landkreis Coburg i Regierungsbezirk Oberfranken i förbundslandet Bayern i Tyskland.